# Tsuen Wan (distrito)
O distrito de Tsuen Wan District (chinês tradicional: 荃灣區, pinyin: Quánwān Qū) é um dos 18 distritos de Hong Kong. Ele está localizado nos Novos Territórios e é servido pela Tsuen Wan Line do sistema de metrô MTR. Havia tinha uma população de 275.527, em 2001. Seus moradores, em sua maioria vivem em na cidade de Tsuen Wan, por desfrutarem da maior renda nos Novos Territórios. 

## História
O distrito foi criado em 1982 cobrindo os atuais distritos de Tsuen Wan e Kwai Tsing. Kwai Chung e a ilha de Tsing Yi foram divididas com o distrito Tsuen Wan em meados dos anos 1980, e, posteriormente, formaram um novo bairro conhecido como distrito de Kwai Tsing.

## Ilhas
As seguintes ilhas de Hong Kong fazem parte administrativamente do distrito:
- Cheung Sok
- Ma Wan
- Ngam Hau Shek (岩口石)
- Pun Shan Shek (半山石)
- Tang Lung Chau
- Parte nordeste da Ilha de Lantau